# پایگاه هوایی شاهزاده سلطان
 پایگاه هوایی شاهزاده سلطان (به انگلیسی: Prince Sultan Air Base) (به زبان بومی: قاعدة الأمیر سلطان الجویة) یک فرودگاه نظامی است که یک باند فرود آسفالت دارد و طول باند آن ۴۰۰۶ متر است. این فرودگاه در شهر الخرج کشور عربستان سعودی قرار دارد و در ارتفاع ۵۰۳ متری از سطح دریا واقع شده است.